# America's Army
《America's Army》(영어: America's Army, AA)는 미국 육군에서 징병을 장려하기 위한 홍보 목적으로 개발한 비디오 게임으로, 원래 캐시 워딘스키 대령이 제안한 것이다. 그가 착안해낸 아메리카 아미는 미국 육군사관학교에 있는 미국 육군 경제 및 병력 분석부에서 추진하였다. 워딘스키는 "실제 병사가 겪는 매력적이고 즐거우면서도 실제 정보를 전달하는 경험을 대중에게 알리기 위하여 컴퓨터 게임 기술을 이용할" 것을 착안하였다.
'Recon'이란 부제를 단 PC 버전 1.0은 2002년 7월 4일에 처음으로 발매되었다. 이후 26개 버전이 발매되었으며, 최근작은 '아메리카 아미 4'이다. 모든 버전은 언리얼 엔진으로 개발되어 펑크버스터(PunkBuster)를 써서 치트를 방지한다. 이 게임은 미국 정부의 재정으로 개발되어 무료로 배포된다.
아메리카 아미는 "제작자들이 상상하지도 못한 방향으로 발전"하였다. 아메리카 아미를 기반으로 여러 정부 훈련 및 가상 응용이 미국 군대 병사를 교육하고 훈련하기 위해 개발되었다. 아메리카 아미는 또 미국 도처의 경기 행사, 놀이 공원, 에어쇼 등 여러 사건을 배경으로 참가자에게 실제 군대 경험을 제공한다. 아메리카 아미 시리즈는 허가 협정을 통해 엑스박스, 엑스박스 360, 아케이드 게임, 휴대 전화 게임으로도 나왔다.